# Микена
Микена (стгрч. Μυκήναι, грч. Μυκήνες) је археолошко налазиште у Грчкој, које се налази око 90 km југозападно од Атине, на североисточном делу Пелопонеза.
У другом миленијуму п. н. е. Микена је била један од најважнијих центара грчке цивилизације, војно утврђење које је доминирало великим делом јужне Грчке. Период грчке историје од 1600. п. н. е. до око 1100. п. н. е. назива се микенским периодом.
Иако су тврђаву сазидали Грци, сматра се да назив није грчки, већ је вероватно предгрчко име које су они наследили од претходних насељеника. Предгрчки језик је остао непознат и нема посебних доказа да је припадао индоевропским језицима. 
Верује се да је акропољ или „високи град“ Микене утврђен у раном 15. веку п. н. е., на основу једног пронађеног гроба из тог периода. Око 1350. п. н. е. утврђење акропоља и околна брда поново су сазидана у „киклопском“ стилу зато што су блокови стена били тако огромни тако да се у каснијим вековима веровало да су их градили једнооки дивови познати као Киклопи. Унутар ових зидина, од којих делови још постоје, изграђене су монументалне палате.
У каснијим периодима Микенци нису сахрањивали своје краљеве у гробовима, уместо тога су градили огромне кружне гробнице налик на кошнице зване „толоси“. Највећу од њих пронашао је немачки археолог Хајнрих Шлиман. Он није схватио да је у питању гробница већ га је назвао Атрејева ризница.
Најпознатији микенски споменик су Лавља врата, која су сазидана око 1250. п. н. е.. У то време Микена је била напредан град, чија се политичка, војна и економска моћ ширила чак до Крита, Пила на западном Пелопонезу и до Атине и Тебе. Међутим, до 1200. п. н. е., моћ Микене је опадала да би у 12. веку потпуно пропала. То се традиционално приписује дорској инвазији Грчке са севера, иако неки историчари данас сумњају да се таква инвазија догодила.
Сећање на микенску моћ одржало се у грчкој мисли у каснијим вековима, општепознато као „грчки мрачни век“. У еповима каснијих Грка, нарочито Хомеровој Илијади и Одисеји, сачувана су сећања на микенски период. У Хомеровом епу Агамемнон, краљ Микене, био је вођа Грка у Тројанском рату.
У раном класичном периоду, Микена је поново била настањена, мада никад није повратила ранију моћ. Микенци су се борили у Термопилском кланцу и код Платеје за време Грчкоперсијских ратова. Године 468. п. н. е., ратници из Арга су заузели Микену и протерали њено становништво. У хеленистичком и римском периоду, рушевине Микене биле су само туристичка атракција (као што су и сада). Изграђен је мали град који је служио потребама туриста. У каснијем римском периоду град је напуштен.

## Археолошка ископавања
Прва ископавања Микене вршио је грчки археолог Питакис 1841. Он је пронашао и обновио Лавља врата. Године 1874. Шлиман је извршио комплетно ископавање. Шлиман је веровао у историјску тачност Хомерових прича па ја на тај начин и тумачио налазиште. Он је пронашао древну краљевску гробницу са краљевским скелетом и спектакуларним погребним предметима. Када је пронашао златну посмртну маску у једној од гробница, узвикнуо је „Гледате Агамемноново лице!"
Од Шлиманових дана многа научна ископавања у Микени су вршили углавном грчки археолози али и Британска школа у Атини. Акропољ је откопан 1902. а околна брда су методолошки истраживана у каснијим ископавањима.
Данас је Микена, један од кључних градова европске цивилизације, популарно туристичко одредиште, на пар сати вожње од Атине. Налазиште је добро очувано, тако да и данас рушевине „киклопских“ зидина и палата на акропољу изазивају дивљење туриста, нарочито ако се има на уму да су изграђене хиљаду година пре споменика класичне Грчке.